# Reserva Natural de Tunguska
A Reserva Natural de Tunguska (em russo:  Тунгусский заповедник) é uma área protegida da Rússia, localizada na parte central do Planalto Central Siberiano. Como resultado do Evento de Tunguska, a queda de um meteorito em 1908, mais de 2000 quilómetros quadrados de floresta boreal foram abatidos e queimados. A taiga afretada na área do desastre foi restaurada nos últimos 100 anos. A reserva está situada no distrito de Evenkiysky, no Krai de Krasnoyarsk.

## Topografia
A reserva fica em um planalto baixo, com vales cortados pelos rios. Os topos do vale assemelham-se a tergos alongados, com colinas de uma altura típica de 100 a 300 metros. O ponto mais alto do território tem uma altura de 602 metros acima do nível do mar. O evento de Tunguska ocorreu no extremo norte da reserva. O rio Podkamennaya Tunguska atravessa a fronteira sul da reserva. Dois rios principais correm para o sul através da reserva, o rio Chamby e o rio Hushmy. Os vales dos rios são geralmente inundados quando não estão congelados.

## Clima e eco-região
A área protegida de Tunguska está localizada na ecorregião da taiga da Sibéria Oriental, que fica entre o rio Ienissei e o rio Lena. A sua fronteira norte chega ao Círculo Polar Ártico, e sua fronteira sul atinge 52° de latitude norte. A vegetação dominante é a taiga de coníferas claras com lariços em áreas com baixa cobertura de neve. Esta ecorregião é rica em minerais.
O clima de Tunguska é um clima continental húmido, caracterizado por longos invernos frios e verões curtos e frios. A precipitação ocorre mais frequentemente entre os meses de julho e agosto, e a média anual de precipitação encontra-se nos 388 mm por ano. O período de cobertura de gelo é de 8 meses ou mais.

## Eco-educação e acessos
Como uma reserva natural estrita, a reserva de Tunguska é na sua maior parte fechada ao público em geral, embora os cientistas e entidades relacionadas com educação ambiental possam fazer acordos com gerência do parque para visitas. No entanto, há quatro rotas eco-turísticas na reserva, que estão abertas ao público, mas requerem autorização prévia. Todos as quatro levam ao local presumido da explosão de meteoro. O escritório principal da reserva está na cidade de Vanavara.